# Kamisama mō sukoshi dake
Kamisama mō sukoshi dake (神様、もう少しだけ, Kamisama, mou sukoshi dake) (trad litt : Mon Dieu, accorde-moi juste un peu plus de temps) est un drama japonais en douze épisodes d'environ 46 minutes diffusé du 7 juillet 1998 au 22 septembre 1998 sur Fuji Television.
Cette série est inédite dans tous les pays francophones.

## Histoire
Kano Masaki (Fukada), une jeune lycéenne de 17 ans, contracte le virus du SIDA après s'être prostituée afin d'obtenir l'argent nécessaire pour aller voir un compositeur célèbre en concert, Ishikawa Keigo (Kaneshiro). Après le concert, les deux personnages se rencontrent, et c'est ainsi que commence une histoire d'amour touchante.

## Distribution
- Takeshi Kaneshiro : Ishikawa Keigo
- Kyōko Fukada : Kano Masaki
- Kato Haruhiko (ja) : Hibino Isamu
- Yukie Nakama : Kaoru
- Shin Yazawa (ja) : Oda Asami
- Mitsuru Hirata : Kano Nogiro
- Yoshiko Tanaka : Kano Yaeko
- Toru Masuoka (ja) : Arida Yoshikatsu
- Toshihide Tonesaku (ja) : Kubo Takashi
- Yukimi Tanaka (ja) (田中有紀美) : Tamura Kana
- Kotaro Takeshita (ja) (竹下宏太郎) : Isawa Hiroyuki
- Nagahori Taketoshi (ja) (永堀剛敏) : Noguchi Takaaki
- Hiroko Isayama (ja) : Hiratsuka Ishi
- Rie Miyazawa : Takimura Lisa
- Katsurayama Shingo (ja) (ep3)
- Fumiyo Kohinata (ep10)

## Audience
- Ép 01: 18,2 %
- Ép 02: 24,6 %
- Ép 03: 21,4 %
- Ép 04: 22,3 %
- Ép 05: 20,4 %
- Ép 06: 21,7 %
- Ép 07: 19,6 %
- Ép 08: 24,1 %
- Ep 09: 24,8 %
- Ép 10: 24,0 %
- Ép 11: 20,9 %
- Ép 12: 28,3 %